# سارا رستگار
سارا رستگار (زادهٔ ۱۹۸۳ در اصفهان) کارگردان فیلم، فیلم‌نامه‌نویس، تدوین‌گر و بازیگر ایرانی است که در کشور فرانسه زندگی می‌کند.
او پس از تحصیل در رشتهٔ معماری در «مدرسهٔ ملی معماری پاریس-مالاکه» برای زندگی با یک شاعر، به قلب کویر ایران رفت و نخستین فیلم مستندش، «با دوست» (۲۰۰۵) را در همان‌جا ساخت که برندهٔ جوایز متعدد بین‌المللی از جمله بهترین فیلم جشنوارهٔ بین‌المللی فیلم فرایبورگ، جایزهٔ فدراسیون بین‌المللی منتقدان فیلم، جایزهٔ جشنوارهٔ فیکو در مکزیک، جایزهٔ ویژه تماشاگران در جشنواره سه قاره، جایزهٔ ویژه هیئت داوران در جشنوارهٔ فیلم بلو هوریزونته، جایزهٔ کُداک در کشور سوئیس و چند جایزهٔ دیگر گردید.
فیلم مستند دیگر او، «هفت زن» (۲۰۰۸) نام دارد که در بارهٔ کار و زندگی زنان در جامعهٔ ایران است.
سومین فیلم او «کفش‌های قرمز من» در سال ۲۰۱۳ میلادی ساخته شد که برندهٔ جایزهٔ هیئت داوران جشنواره بین‌المللی فیلم دبی شد.